# 天佑
天佑（1354年正月一日—1357年八月）是中国元朝时期起事者张士诚的年号，前后共4年。同時也是後(東)遼耶律乞奴(1216年)的國號。
年號名稱，古籍大多作「天祐」，唯查繼佐《罪惟錄》作「天佑」，而現今有出土銅錢「天佑通寶」，可知年號實際作「天佑」。

## 改元
- 元朝至正十四年——正月一日，張士誠建國大周，稱誠王，建元為天佑元年。[3][4][5][6][7][8]

## 大事紀
- 天佑四年——八月，張士誠歸降元朝。[9][5][8]

## 公元纪年对照表
| 天佑 | 元年   | 二年   | 三年   | 四年   |
| ---- | ------ | ------ | ------ | ------ |
| 公元 | 1354年 | 1355年 | 1356年 | 1357年 |
| 干支 | 甲午   | 乙未   | 丙申   | 丁酉   |

## 同期存在的其他政权年号
- 中國
  - 至正（1341年－1370年）：元朝—元惠宗之年號
  - 治平（1351年－1355年）：元朝時期—徐壽輝之年號
  - 太平（1356年－1358年）：元朝時期—徐壽輝之年號
  - 龍鳳（1355年－1366年）：元朝時期—韓林兒之年號
- 越南
  - 紹豐（1341年－1357年）：陳朝—陳裕宗陳暭之年號
- 日本
  - 正平（1347年－1370年）：南朝—后村上天皇与长庆天皇之年号
  - 文和（1352年－1356年）：北朝—後光嚴天皇之年號
  - 延文（1356年－1361年）：北朝—後光嚴天皇之年號

## 深入閱讀
- 李崇智. . 北京: 中華書局. 2004年12月. ISBN 7101025129.
- 鄧洪波. . 臺北: 國立臺灣大學東亞經典與文化研究計劃. 2005年3月  [2021-11-07]. ISBN 9789860005189. （原始内容 (pdf)存档于2007-08-25）.